# Soroti
Soroti a tizenkettedik legnagyobb város Ugandában. Ez a fő kereskedelmi és adminisztrációs központ Soroti kerületben és a Kyoga-tó közelében. Ismert a város külterületén fekvő hegyről, valamint mecseteiről, hindu templomairól, katolikus és anglikán templomairól egyaránt.

## Elhelyezkedése
Jól megközelíthető helyen található a Kyoga-tó partján, Kelet-Ugandában. A város 70 kilométerre van Mbale várostól, a Mbale - Lira főútvonalon.

## Áttekintés
A település belső részein rengeteg olyan épület van, amely mutatja, hogy indiai kereskedők éltek a városban. Ezek a díszes épületek lepusztultak Idi Amin diktatúrája alatt, mert a diktátor egy olyan rendeletet hozott, miszerint az ázsiaiakat ki kell üldözni az országból. Mióta a veszély megszűnt, a környék újra fejlődik, a kereskedők visszatértek eredeti épületeikbe, és felújították azokat. Ezek fejlődését elősegítette az is, hogy a város határában a mezőgazdaság fellendült. Ez pont jól jött a kereskedőknek, hiszen leginkább mezőgazdasági termékeket árultak. A soroti piac, ahol a helyben termelt árukat lehetett vásárolni, a '90-es évek végén felgyulladt és megsemmisült. Később a piacot felújították, a kofák most már árulhattak hústermékeket is, mert lehetőség volt a húsok fagyasztására.
A város határán van egy hegy, amelyet könnyedén meg lehet mászni, de ehhez kell a főjegyző engedélye. Ha tiszta az idő el lehet látni az Elgon-hegyig, és be tudjuk látni a Kyoga-tavat.

## Soroti repülőtér
A Soroti repülőtér a harmadik legnagyobb repülőtér Ugandában. Kifutópályájának hossza 1900 méter. A leghosszabb Entebbében, (3700 m) a második leghosszabb kifutó Guluban (3100 m) található.

## Biztonság
2003 nyarán a várost megtámadták a Lord's Resistance Army (Isten Ellenállási Hadserege; LRA) katonái. A kormányt nagyon meglepte a hír, mert addig csak Észak-Ugandában voltak fegyveres harcok. Így az Ugandai Népi Védelmi Erő ide is csoportosított egységeket.  Az LRA megpróbálta elfoglalni a repülőteret, sikertelenül. A lázadók egy új terv szerint éjszaka városlakókat ölnek meg, ezzel elterelve a hadsereg figyelmét, de ez is kudarcba fulladt. És a kormány erői addig itt tartózkodtak, amíg a veszély el nem múlt.

## Népesség
A 2002-es népszámlálás adatai alapján a város lakossága 41 600 fő volt. 2010-ben az Ugandai Statisztikai Hivatal (UBOS) 62 600 fős lakosságot becsült a város népességének. A 2011-es év közepén az UBOS mintegy 66 000 főre becsülte a város lakosságát.